# Pírcing Suitcase
El pírcing Suitcase (de l'anglés, «maleta»), també conegut com a T'aint, és un pírcing genital femení relativament rar. Pocs professionals del pírcing la volen fer.
Com a alternativa a aquest pírcing, s'acostuma a fer el pírcing anal, el pírcing Guiche o el pírcing Fourchette.

## Localització
La perforació d'aquest pírcing es realitza entre l'anus o el recte i la vagina. La joia s'insereix aproximadament a 1-2 cm de profunditat a l'entrada de la vagina i surt a l'anus, de manera que representa bàsicament una combinació d'un pírcing anal molt profund amb un pírcing Fourchette profund. Aquest pírcing és molt rar de trobar.
A causa de la seva ubicació, el pírcing estimula la vagina i l'anus durant l'acte sexual, independentment de si és vaginal o anal.

## Cicatrització
El pírcing Suitcase no cicatritza amb la mateixa facilitat que els altres pírcings genitals. Com que a l'anus viuen molts bacteris, s'ha de tenir molta higiene i molta cura durant la cicatrització. Un cop cicatritzada la perforació, les infeccions són poc freqüents.
El procés de cicatrització d'aquest pírcing varia entre 2 setmanes i 6 mesos fins a la curació completa, que rarament és més llarg. La perforació presenta un alt risc d'inflamació, que pot conduir a la peritonitis. A més, també hi ha els mateixos inconvenients del (molt menys perillós) pírcing anal. Igual que els altres pírcings genitals, s'ha de netejar la ferida amb els productes adequats. És important tocar la zona perforada i la perforació només amb les mans rentades i desinfectades. S'han d'evitar els desinfectants que continguin alcohol o clor.
No hi ha prohibició per a realitzar sexe; normalment es deté durant uns dies fins al següent acte i no s'estimula la zona perforada.

## Joieria
Com a joieria, s'utilitza un anell de bola captiva d'almenys 2,0 mm de gruix amb un diàmetre de gran grandària. Posteriorment, es pot ajustar l'anell a l'anatomia de la dona.